# Jean Lepage
Pour les articles homonymes, voir Lepage.
Jean Lepage, né en 1779 à Paris et mort en 1822, est un armurier
français.
Il a travaillé pour Louis XVI, Napoléon et Louis XVIII. Il est l'inventeur des systèmes de percussion à base de fulminate pour les armes à feu, qui a remplacé les mécanismes à silex et ouvert la voie aux armes à feu modernes.

## Une nouvelle méthode de mise à feu
À la suite de la découverte des fulminates par Edward Charles Howard en 1800, Lepage a inventé, entre 1807 à 1810, un nouveau moyen de mise à feu de la poudre pour les armes à feu : une amorce à base de fulminate de mercure dont la combustion est déclenchée par l'énergie d'un percuteur.
La nouvelle méthode a permis l'abandon des mécanismes à silex et ouvert la voie aux méthodes de tir modernes.
Le nouveau mécanisme utilise un magasin rempli d'amorce de fulminate, qui délivre une petite quantité de poudre d'amorçage à proximité de la culasse du canon chaque fois que le magasin est armé. Comme la poudre fulminate est très sensible à l'humidité, des méthodes de protection du fulminate par du vernis ont été développés, ainsi que des méthodes d'encapsulation du fulminate, culminant avec l'invention de l'amorce par François Prélat en 1818 et Deloubert en 1820.

## Dans la littérature
Dans le duel qui oppose Eugène Onéguine — personnage de fiction, dans le roman éponyme — à Vladimir Lenski, les armes utilisées sont des « canons meurtriers de Lepage », suivant l'expression choisie par Pouchkine (chapitre VI, strophe XXV).